# BMW R 1250 R
Die BMW R 1250 R ist ein unverkleidetes Motorrad des Fahrzeugherstellers BMW.
Der Roadster wurde im November 2018 auf der Fachmesse EICMA vorgestellt und ab Anfang 2019 verkauft. Nach dem Schwestermodell R 1250 GS ist es das zweite Motorrad, das den neu entwickelten Boxermotor mit der von BMW „ShiftCam-Technologie“ genannten, variablen Einlassventil-Steuerung aufweist.
Der Grundpreis betrug bei Verkaufsstart in Deutschland 13.750 Euro. Im Modelljahr 2024 ist die R 1250 R in Deutschland ab 15.490 €, in Österreich ab 17.120 € erhältlich.